# El Alto (Catamarca)
El Alto é um município da Argentina, localizada na província de Catamarca. É a capital do departamento El Alto.